# Los Angeles D-Fenders 2006-2007
La stagione 2006-07 dei Los Angeles D-Fenders fu la 1ª nella NBA D-League per la franchigia.
I Los Angeles D-Fenders arrivarono quinti nella Western Division con un record di 23-27, non qualificandosi per i play-off.

## Roster
| N° | Naz.                   | Ruolo | Sportivo          | Anno | Alt. | Peso |
| -- | ---------------------- | ----- | ----------------- | ---- | ---- | ---- |
| 2  | Stati Uniti (bandiera) | G     | Jordan Farmar     | 1986 | 188  | 82   |
| 4  | Stati Uniti (bandiera) | P     | Brian Chase       | 1981 | 178  | 77   |
| 5  | Stati Uniti (bandiera) | P     | Andre Joseph      | 1981 | 185  | 88   |
| 6  | Stati Uniti (bandiera) | AP    | Jackie Manuel     | 1983 | 198  | 85   |
| 11 | Stati Uniti (bandiera) | G     | Jordan Farmar     | 1986 | 188  | 82   |
| 11 | Stati Uniti (bandiera) | G     | John Gilchrist    | 1984 | 191  | 89   |
| 11 | Stati Uniti (bandiera) | G     | Devin Green       | 1982 | 201  | 95   |
| 11 | Stati Uniti (bandiera) | G     | Jason McKrieth    | 1983 | 193  | 95   |
| 15 | Stati Uniti (bandiera) | A     | Sean Banks        | 1985 | 203  | 95   |
| 20 | Stati Uniti (bandiera) | P     | Daniel Horton     | 1984 | 191  | 93   |
| 20 | Stati Uniti (bandiera) | A     | Kevin Johnson     | 1980 | 203  | 95   |
| 21 | Nigeria (bandiera)     | C     | Aloysius Anagonye | 1981 | 203  | 116  |
| 21 | Stati Uniti (bandiera) | C     | Nick Vander Laan  | 1979 | 209  | 113  |
| 23 | Stati Uniti (bandiera) | G     | Chet Mason        | 1981 | 193  | 81   |
| 25 | Stati Uniti (bandiera) | AG    | T.J. Cummings     | 1981 | 208  | 101  |
| 25 | Stati Uniti (bandiera) | C     | Nick Lewis        | 1983 | 208  | 115  |
| 28 | Stati Uniti (bandiera) | AC    | Duane Erwin       | 1982 | 206  | 113  |
| 28 | Stati Uniti (bandiera) | C     | Gary Hamilton     | 1984 | 209  | 120  |
| 28 | Stati Uniti (bandiera) | C     | Wesley Wilson     | 1980 | 211  | 106  |
| 30 | Stati Uniti (bandiera) | A     | Andre Emmett      | 1982 | 196  | 104  |
| 30 | Stati Uniti (bandiera) | AP    | Josh Gross        | 1983 | 196  | 86   |
| 36 | Stati Uniti (bandiera) | A     | Andre Patterson   | 1983 | 203  | 97   |
| 51 | Nigeria (bandiera)     | C     | Akin Akingbala    | 1983 | 208  | 102  |
| 51 | Senegal (bandiera)     | C     | Babacar Camara    | 1981 | 211  | 113  |
| 51 | Stati Uniti (bandiera) | C     | Robert Dryden     | 1978 | 218  | 117  |
| 51 | Stati Uniti (bandiera) | C     | Jeremee McGuire   | 1981 | 211  | 100  |

## Staff tecnico
- Allenatore: Dan Panaggio
- Vice-allenatore: Chucky Brown
- Preparatore atletico: Marco Nunez